# ホットフラッシュ
ホットフラッシュ（英: Hot flash、hot flushes）は、のぼせの一種で、更年期に特徴的なホルモンレベルの変化によって起こることが多い。
通常、発汗と心拍の速さを伴う激しいほてりとして経験され、1回の発症につき2分から30分続くことがある。

## 兆候と症状
ホットフラッシュは、更年期障害や閉経期の一般的な症状で、発汗や頻脈を伴う激しい熱感として経験される。
熱感は通常、顔や胸から始まるが、首の後ろなど他の場所に現れることもあり、全身に広がることもある。
失神しそうになる人もいる。体内の感覚に加えて、皮膚の表面、特に顔が熱くなる。熱感を覚えると顔が赤くなることが多いため、「ホットフラッシュ」という名称の由来となった。
ホットフラッシュは毎週数回繰り返されることもあれば、1日中数分おきに起こることもある。閉経が始まる数年前から現れ始め、その後何年も続くことがある。最も影響を受ける人は、毎日何十回ものほてりを経験する。さらに、ほてりは暑い季節や暖房の効きすぎた室内でより頻繁に、より激しくなることが多く、周囲の熱によってほてりそのものが起こりやすく、より深刻になりやすくなる。
ホットフラッシュがひどいと、一晩中睡眠をとることが難しくなり（しばしば不眠症として特徴づけられる）、その結果、気分に影響を与えたり、集中力を低下させたり、その他の身体的問題を引き起こしたりすることがある。
ホットフラッシュが夜間に起こる場合は「寝汗」と呼ばれる。エストロゲンは通常、夜間に最も減少するため、昼間にほてりを感じなくても寝汗をかく人もいる。

### 若い女性
若い女性の月経周期の他の時期にほてりが起こる場合は、脳下垂体に問題がある症状かもしれないので、医師の診察を受けることを強く勧める。
手術により閉経した若い女性では、ほてりは一般に高齢の女性よりも強く、閉経年齢まで続くことがある
。

### 男性
男性のホットフラッシュにはさまざまな原因が考えられる。
テストステロンが低下している兆候の可能性がある。前立腺癌や精巣癌の男性にもホットフラッシュが出ることがあり、特にアンドロゲン・アンタゴニストとも呼ばれる、テストステロンを去勢レベルにまで低下させる抗アンドロゲン剤によるホルモン療法を受けている男性に多い。
去勢された男性もほてりを感じることがある。

### 種類
更年期女性の中には、標準的なホットフラッシュと、「ゆっくりしたほてり」や「残り火のようなほてり」と呼ばれる第二のホットフラッシュの両方を経験する人がいる。
標準的なホットフラッシュは急速に起こり、1分ほどで最大強度に達することもある。
その強さは数分間しか持続せず、その後徐々に弱まっていく。
ゆっくりとした "残り火 "のようなホットフラッシュは、ほぼ同じ速さで現れるが、強さは弱く、30分ほど続く。
また、ほてりやのぼせは、激しいほてりが去った後も何年も続くことがある。

## 機構
ホットフラッシュに関する研究は、そのほとんどが治療法に焦点を当てている。
ほてりの臨床名である血管運動神経症状（Vasomotor symptoms: VMS）の正確な原因や病態は、まだ十分に研究されていない。
ホットフラッシュは、エストロゲンの減少（エストロゲン離脱）やその他のホルモン変化に関連している。
エストロゲンの濃度が低いことだけがホットフラシュの原因かどうかは、明らかでない。
ほてりを経験する女性の血漿中エストロゲン濃度は、ほてりを経験しない女性とほぼ同じであり、思春期前の女児はエストロゲン濃度が低いにもかかわらずほてりを経験しないからである。
ホットフラッシュは、体温調節を司る視床下部の変化によるものかもしれないという指摘がある。
トランスジェンダーの男性もまた、ホットフラッシュを経験する。これは、男性化へのジェンダー肯定的ケアの多くの側面から考えられるホルモンの変化と関連している。ホルモンの変化には、思春期ブロッカーとしてのゴナドトロピン放出ホルモン作動薬の使用
や、卵巣摘出術を受けた後のエストロゲンレベルの低下、長期にわたるテストステロンの使用によるエストラジオールの産生低下などを含む
。

## 治療法

### ホルモン補充療法（HRT）
ホルモン補充療法は、更年期障害の症状の多くを緩和する可能性がある。
しかし、経口HRTは、乳がん、脳卒中、認知症のリスクを高める可能性があり、その他にも短期的、長期的に重大なリスクをもたらす可能性がある
。
女性における心血管疾患の発生率は、閉経後の女性の増加に比例して増加しているため、最近の研究では、さまざまなエストロゲンの経口投与と経皮投与の利点と副作用が検討され、エストラジオールの経皮投与は、経口投与よりも副作用が少なく、心血管イベントの発生率を低下させるという血管への利点があることが判明した
。
英国国立医療技術評価機構（NICE）のガイドラインでは、子宮のある女性に対してはエストロゲンとプロゲステロンを、子宮のない女性に対してはエストロゲン単剤での治療を推奨している
。
厄介なホットフラッシュを経験する女性に対して、治療の第一選択として、ホルモン療法に代わる治療法を試すことを勧める人もいる。
女性がホルモン剤を選択した場合、できるだけ短期間に症状を緩和できる最低量を服用するよう勧められる
 。
米国内分泌学会は、ホルモン補充療法を5年以上受けている女性は、ほてりや泌尿生殖器の萎縮症状の緩和、骨折や糖尿病の予防など、全体的な症状改善効果があると結論づけた
。
エストラジオールとしてのエストロゲンをパッチ、ジェル、ペッサリーとして経皮的に使用し、微量化したプロゲステロンを併用すると、初回通過効果を避けることができるため、経口エストラジオールHRTに伴う重篤な副作用を避けることができる
。
経口または経皮的に生物学的エストロゲンを服用し子宮のある女性は、子宮内膜がんのリスクを下げるために、プロゲスチンまたは微量化プロゲステロンを服用しなければならない。
閉経後の女性80,391人を数年間追跡調査したフランスの研究では、エストロゲンと微量化プロゲステロンの併用は乳癌リスクの上昇とは関連しないと結論している
。
米国で市販されている天然植物由来のプロゲステロンクリームは、プロゲステロンの含有量が少なすぎて効果がない。
ワイルドヤム（Dioscorea villosa）エキスのクリームは、エキスに含まれる天然のプロゲステロンを生物学的に利用できないため、効果がない
。
男性の前立腺がんの患者に対して、ステロイド性抗アンドロゲン薬が有効だとする報告もある。
治療薬としてシプロテロン、メドロキシプロゲステロンが有効だとする報告はあるが、シプロテロンは治療に影響を与える可能性がある
。

### 選択的セロトニン再取り込み阻害薬（SSRI）
SSRIは、うつ病の治療に最もよく使われる医薬品の一種である。
ほてりを和らげるのに効果的であることがわかっている
。
2013年6月28日、アメリカ食品医薬品局（FDA）は更年期に伴う中等度から重度の血管運動症状（ほてりや寝汗など）の治療薬としてブリスデル（低用量パロキセチン・メシル酸塩）を承認した。パロキセチンは、FDAによって承認された最初で唯一の更年期ほてりに対する非ホルモン療法となった
。
男性の前立腺がんの患者に対しても有効だとする報告もある。

### クロニジン
クロニジンは血圧降下薬であり、ホルモン補充療法が必要でない場合や希望しない場合に、更年期のホットフラッシュを緩和するために使用することがある。
ほてりに対しては、クロニジンは、血管を狭めたり広げたりする刺激に対する血管の反応を抑えることで効果を発揮する
。
クロニジンはほてりの治療薬として全ての女性に効くわけではないが、一部の閉経前後の女性では、ほてりを40％軽減することができる
。

### イソフラボン
イソフラボンは、大豆やムラサキツメクサなどの豆類に多く含まれている。
更年期障害の緩和に関与する大豆イソフラボンは、ゲニステインとダイゼインの2種類で、植物性エストロゲンとしても知られている。
ムラサキツメクサ（Trifolium pratense）には大豆に似たイソフラボンが含まれているが、このハーブが比較的低濃度で更年期障害に有効であることは、作用機序が異なることを示している
。
日本産科婦人科学会と日本産婦人科医会による「産婦人科 診療ガイドライン―婦人科外来編2020」では、更年期障害のホットフラッシュに対して、大豆イソフラボンの服用を弱く推奨している
。
英国国立医療技術評価機構（NICE）のガイドラインでは、イソフラボンにはホットフラッシュに対して弱いエビデンスがあるとしているものの、相互作用をする薬物があり、治療の安全性に関しては評価が定まっていないとしている
。

### 漢方薬
桂枝茯苓丸と加味逍遙散には、更年期障害によるホットフラッシュを改善するというランダム化比較試験がある
。
一方、ホットフラッシュに対して桂枝茯苓丸を服用すると、ホットフラッシュの症状はプラセボよりも軽減するものの、統計学的には有意に改善できなかったとするランダム化比較試験もある
。

### 亜麻仁（アマニ）
亜麻仁を使った臨床試験もいくつか行われている。亜麻仁は、植物エストロゲンであるリグナンを最も豊富に含んでいる
。
リグナンにはエストロゲン亢進作用と拮抗作用があり、抗酸化作用もあると考えられている。
亜麻仁とそのリグナンは、エストロゲン受容体陽性の乳がんに対して強力な抗エストロゲン作用を有する可能性があり、乳がん予防の取り組みに有益である
。
フランスで最近行われたある研究では、亜麻仁に含まれるリグナン（セコイソラリシレシノール）を含む4種類のリグナンについて、摂取量が乳がん発生率を予測するかどうかを調べる前向きコホート研究が行われた
。
著者らは、58,000人以上の閉経後女性において、リグナンの摂取量が3番目に多い四分位群では乳癌のリスクが低かったと報告している。
亜麻仁のホットフラッシュに対する効果を検証した小規模な試験研究がいくつかある。
2013年現在、国立がん研究所がスポンサーとなっている大規模な研究が進行中だが、新規参加者は募集していない
。
この研究の根拠は、エストロゲンは更年期障害の症状を和らげるが、乳がん細胞の増殖も引き起こす可能性があるというものである。
亜麻仁は、エストロゲン療法を受けていない閉経後女性のホットフラッシュの回数を減らし、気分と生活の質を改善する可能性がある。
日本の厚生労働省は、亜麻仁が更年期の症状を改善するかどうか、相反する報告があるとしている
。

### 鍼
鍼治療は、乳がんの女性や前立腺がんの男性のホットフラッシュの発症を減少させることが示唆されているが、エビデンスの質は低い
。

## 疫学
アジア人女性にはホットフラッシュが少ないという報告もある

。
ホットフラッシュの多い更年期女性は、高血圧症や心血管疾患のリスクが高い
。